# Локня (річка)
Ло́кня — річка в Брянській області Росії (витоки) та в Україні, у межах Шосткинського району Сумської області. Права притока Клевені (басейн Дніпра).

## Опис
Довжина річки 29 км, площа басейну 236 км². Долина коритоподібна, завширшки до 1,5 км, завглибшки до 25 м. Заплава завширшки до 0,5 км, в нижній течії місцями заболочана. Річище слабозвивисте, заростає водяною рослинністю. Похил річки 1,1 м/км. Споруджено кілька ставків.

## Розташування
Локня бере початок на північний схід від села Товстодубове, на території Брянської області Росії. Тече переважно на південь. Впадає до Клевені на схід від села Харківки. 
Основні притоки: Більна, Понурниця, Калинівка (праві); Журавка, Глібівка (ліві). Річка Клевень має ще одну праву притоку Локню.